# Synallaxis
Synallaxis là một chi chim trong họ Furnariidae.

## Các loài
- Synallaxis albescens
- Synallaxis albigularis
- Synallaxis albilora
- Synallaxis azarae
- Synallaxis brachyura
- Synallaxis cabanisi
- Synallaxis candei
- Synallaxis castanea
- Synallaxis cherriei
- Synallaxis cinerascens
- Synallaxis cinerea
- Synallaxis cinnamomea
- Synallaxis courseni
- Synallaxis erythrothorax
- Synallaxis frontalis
- Synallaxis fuscorufa
- Synallaxis gujanensis
- Synallaxis hypospodia
- Synallaxis infuscata
- Synallaxis kollari
- Synallaxis macconnelli
- Synallaxis maranonica
- Synallaxis moesta
- Synallaxis propinqua
- Synallaxis ruficapilla
- Synallaxis rutilans
- Synallaxis scutata
- Synallaxis spixi
- Synallaxis stictothorax
- Synallaxis subpudica
- Synallaxis tithys
- Synallaxis unirufa
- Synallaxis zimmeri